# Troy Kepper
Troy Kepper est un rameur américain, né le 22 février 1982.

## Palmarès

### Championnats du monde d'aviron
- 2005 à Gifu,  Japon
  -  Médaille d'argent en quatre de pointe avec barreur
- 2009 à Poznań,  Pologne
  -  Médaille d'or en deux de pointe avec barreur